# Akan-Mashū-Nationalpark
Der Akan-Mashū-Nationalpark (japanisch 阿寒摩周国立公園 Akan Mashū Kokuritsu Kōen) ist ein Nationalpark auf Hokkaidō, der nördlichsten der japanischen Hauptinseln. Der Park wurde am 4. Dezember 1934 gegründet. Damit sind er und der Daisetsuzan-Nationalpark die beiden ältesten Nationalparks in Hokkaidō. Die Parkfläche ist mit 904,81 km² die zweitgrößte der Insel. Als Nationalpark ist das Parkgebiet mit der IUCN-Schutzkategorie II klassifiziert.

## Geschichte
- 1934: Ausweisung des Nationalparks.
- 1938: Ausweisung eines Sondergebietes.
- 1950: Veröffentlichung der Briefmarken des Akan-Nationalparks.[1]
- 1954: Ausweisung eines besonderen Schutzgebietes.
- 1968: Eröffnung des Besucherzentrums am Akan-See.
- 1978: Eröffnung des Marimo-Ausstellungs- und Beobachtungszentrums am Akan-See.
- 1996: Das Marimo-Ausstellungs- und Beobachtungszentrum am Akan-See wird erneuert.[2]
- 1999: Eröffnung des Kawayu Eco Museum Center.
- 2002: Das Lake Akan Visitor Center wird als Lake Akan Eco Museum Center wiedereröffnet.
- 2005: Der Akan-See wird in der Ramsar-Konvention registriert.[3]
- 2014: Der Wakoto Campingplatz wird erneuert und das Wakoto Field House eröffnet.
- 2017: Die Parkfläche wird um Kamiko-ike und die Mashū Caldera erweitert und der Name von „Akan-Nationalpark“ in „Akan-Mashū-Nationalpark“ geändert.[4]

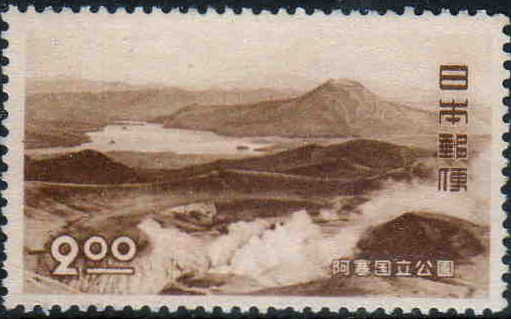
2 Yen Briefmarke, die den Akan-See und den Berg Oakandake darstellt
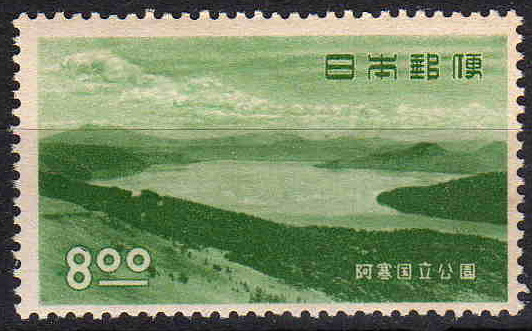
8 Yen Briefmarke, die den Kyodo-See darstellt
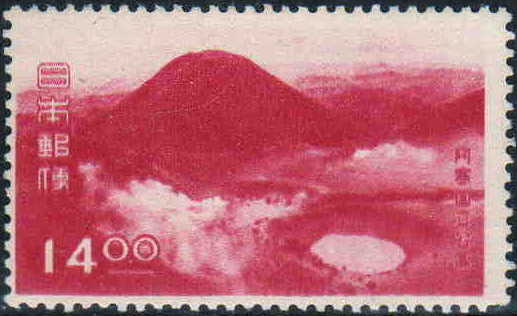
14 Yen Briefmarke mit Akan Fuji
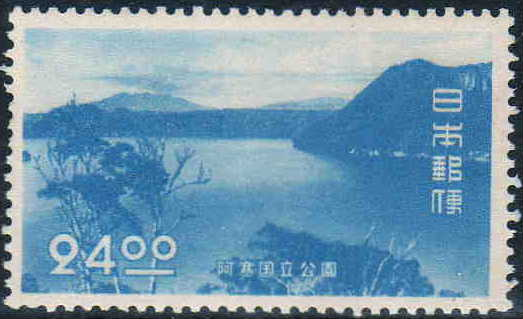
24 Yen Briefmarke, die den Mashū-See darstellt

## Parkgebiet

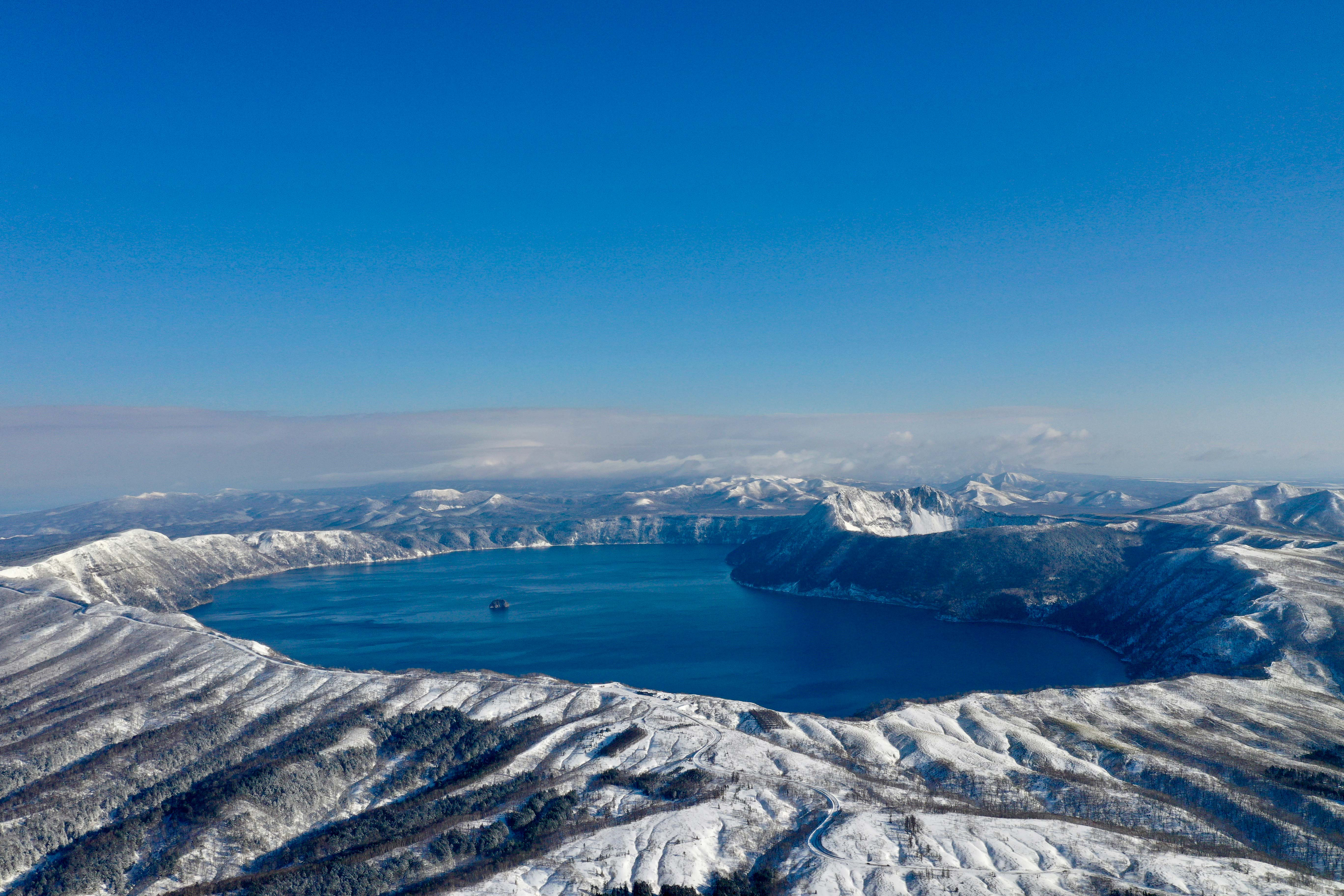
Mashū-See im Winter

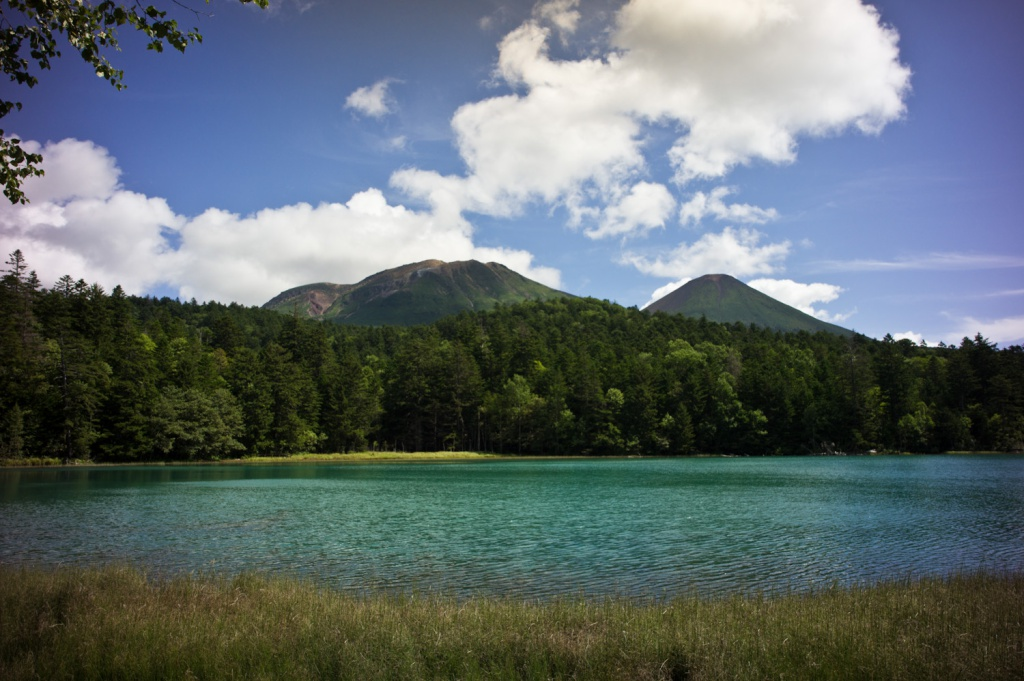
Onnetō-See mit den Bergen Meakan-dake und Akan-Fuji

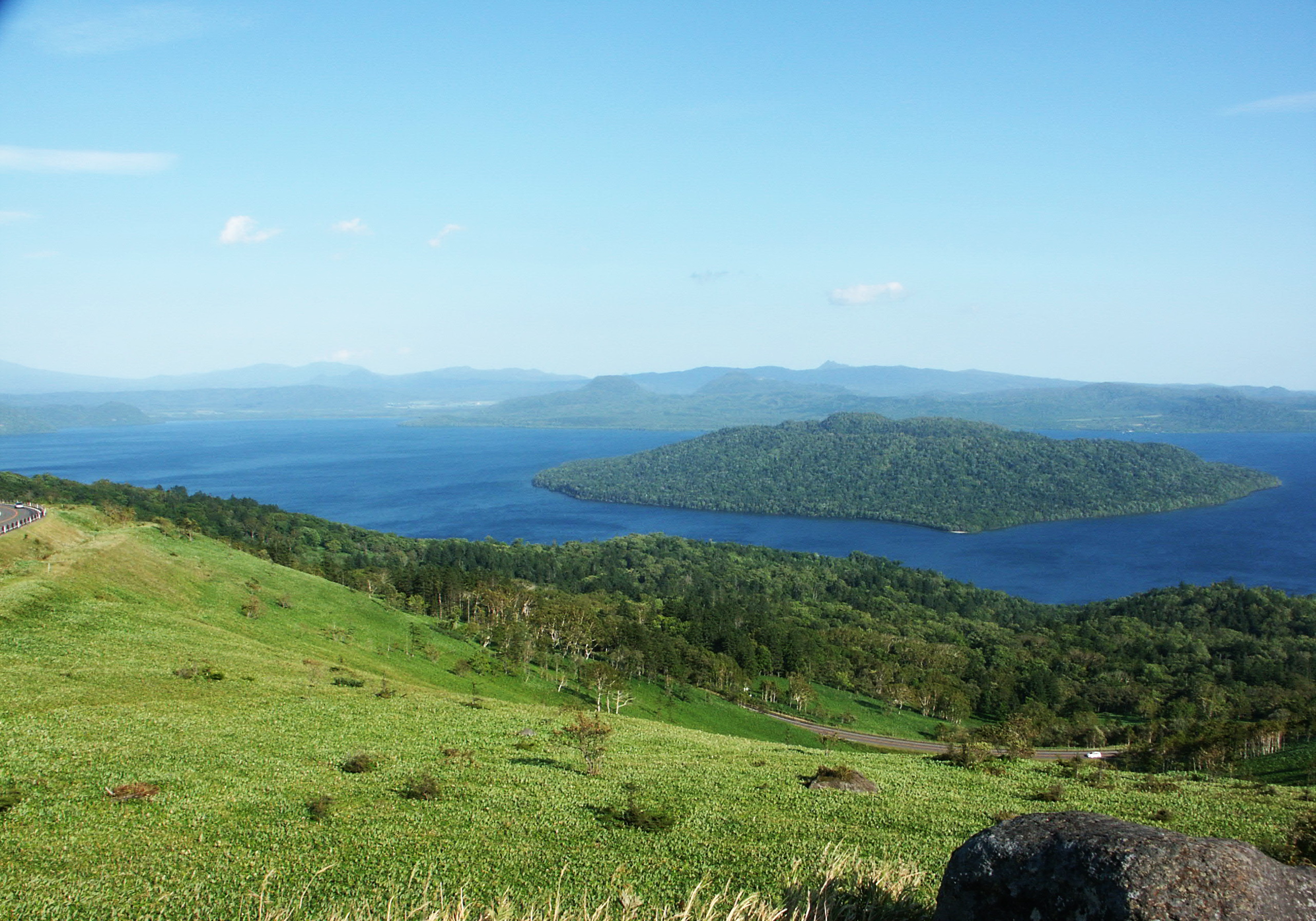
Kussharo-See mit der Vulkaninsel Nakajima

Das Schutzgebiet wird in gewöhnliche, geschützte und besonders geschützte Zonen unterteilt. Das Japanische Umweltministerium ist für die Verwaltung zuständig.
Akan ist ein Gebiet von Vulkanbergen, Wäldern und heißen Quellen.
Zu den größeren Bergen im Park zählen der Akan-dake, ein aktiver Vulkan, der Meakan-dake, ein ebenfalls aktiver Schichtvulkan (1499 m), der Oakan-dake (1370 m) und der Fuppushi (1225 m). Weitere kleinere Erhebungen sind der Kikin (995 m), der Mashū-dake (857 m), der Nishibetsu-dake (800 m) und der Iō-zan (508 m).
Innerhalb des Nationalparks liegen zudem mehrere Kraterseen. Der größte ist der Kussharo-See im Norden des Parks mit einer Fläche von etwa 80 km², gefolgt vom Mashū-See (19 km²), Akan-See (13 km²) und Panketo-See.
Der Nationalpark ist Teil einer 2004 von BirdLife International nach Kriterium A3 (Arten mit beschränkten Biotopanforderungen) ausgewiesenen Important Bird Area, die eine Gesamtfläche von 142.000 Hektar hat. Der Akan-See ist zudem seit 8. November 2005 als international bedeutendes Feuchtgebiet in der Ramsar-Konvention registriert.

## Flora und Fauna
Der Akan-See ist berühmt für die dort wachsenden riesigen Algenbälle (Marimo), die auch als Naturdenkmal ausgewiesen sind. An Fischarten finden sich der Japan-Saibling, Rotlachs, Karpfen, die Stintart Hypomesus nipponensis und Regenbogenforellen sowie weitere Arten in den anderen Seen. Darüber hinaus kommt der Signalkrebs vor, der jedoch eine mögliche Bedrohung als invasive Tierart darstellt.
Um den Berg Iwo-san wachsen Kolonien von Zwerg-Kiefern und Sumpfporst, einer weißblühenden Rhododendron-Art.
Der Nationalpark ist für das Vorkommen von Mandschurenkranichen bekannt und viele weitere Vogelarten leben in und um die Seen des Parkgebiets wie Singschwäne, Schwarzspechte, Buntspechte, Japanbekassinen und Blaunachtigallen (Larvivora cyane). Er ist zudem ein Überwinterungsgebiet für Riesenseeadler, die im März und April in den Fernen Osten Russlands zurückkehren. In den Nadelwäldern können häufig kleinere Vogelarten wie das Wintergoldhähnchen und die Tannenmeise beobachtet werden. Zu den im Nationalpark vorkommenden Säugetieren zählen Hokkaido-Sikahirsche, Braunbären, Rotfüchse (Unterart Vulpes vulpes schrenckii), Marderhunde und Zobel.

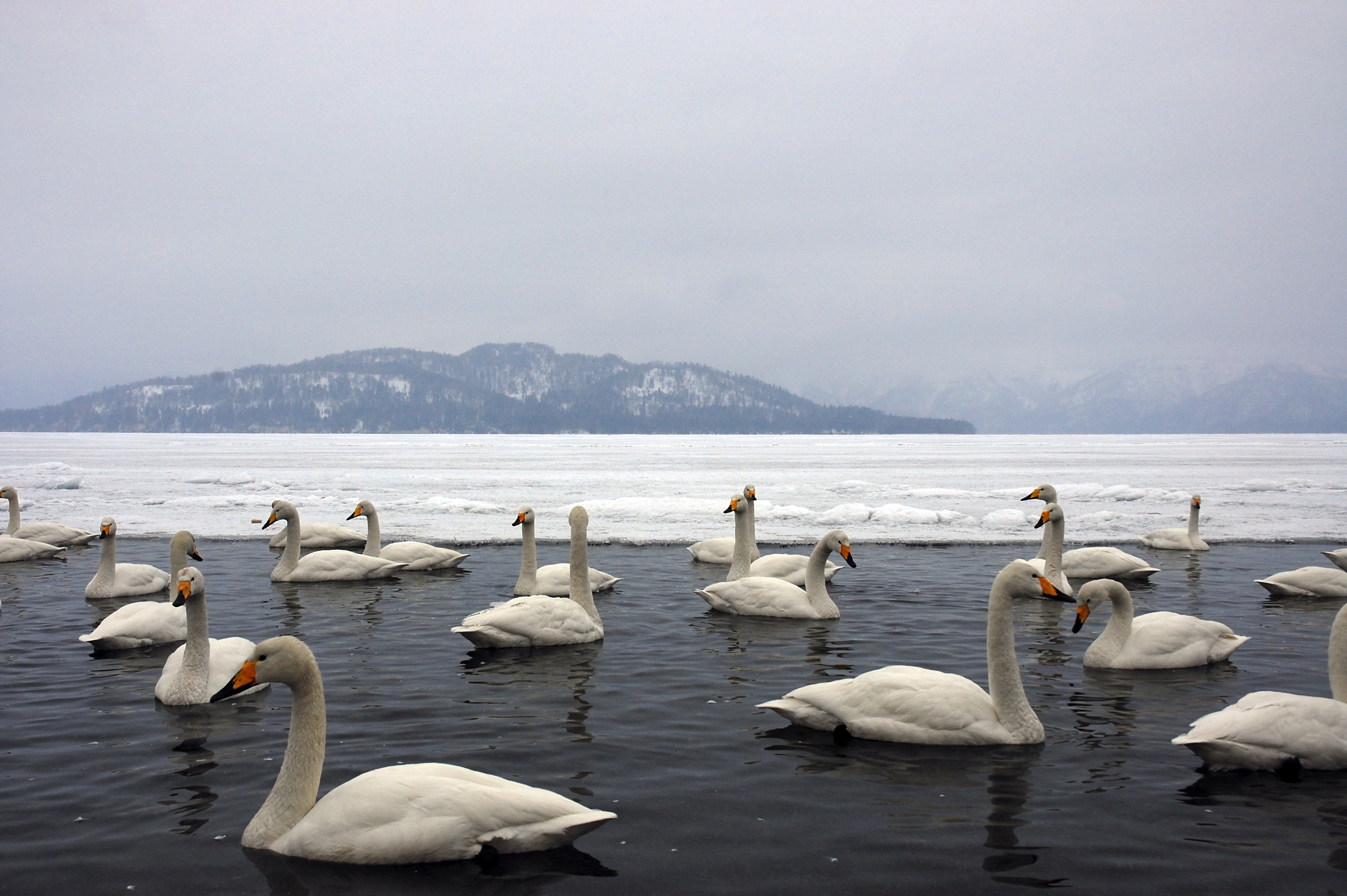
Singschwäne am zugefrorenen Kussharo-See mit der Vulkaninsel Naka-jima im Hintergrund
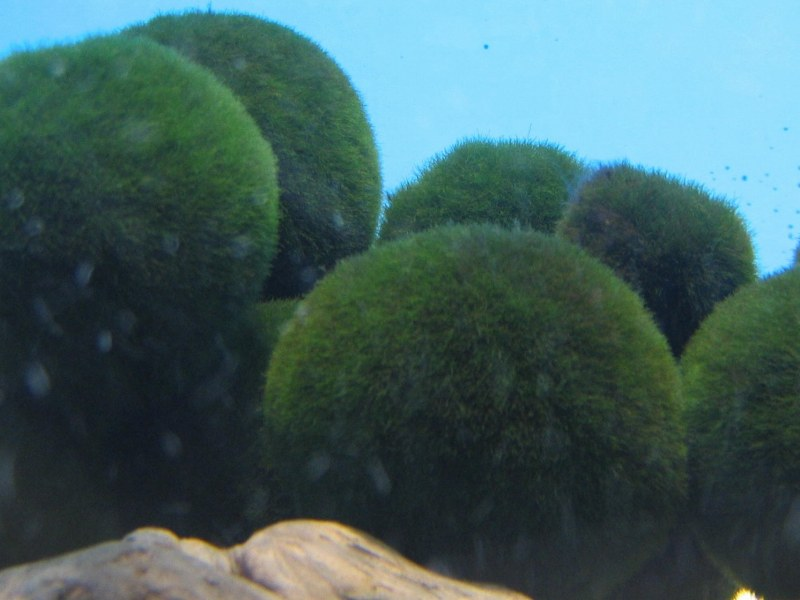
Marimo im Akan-See
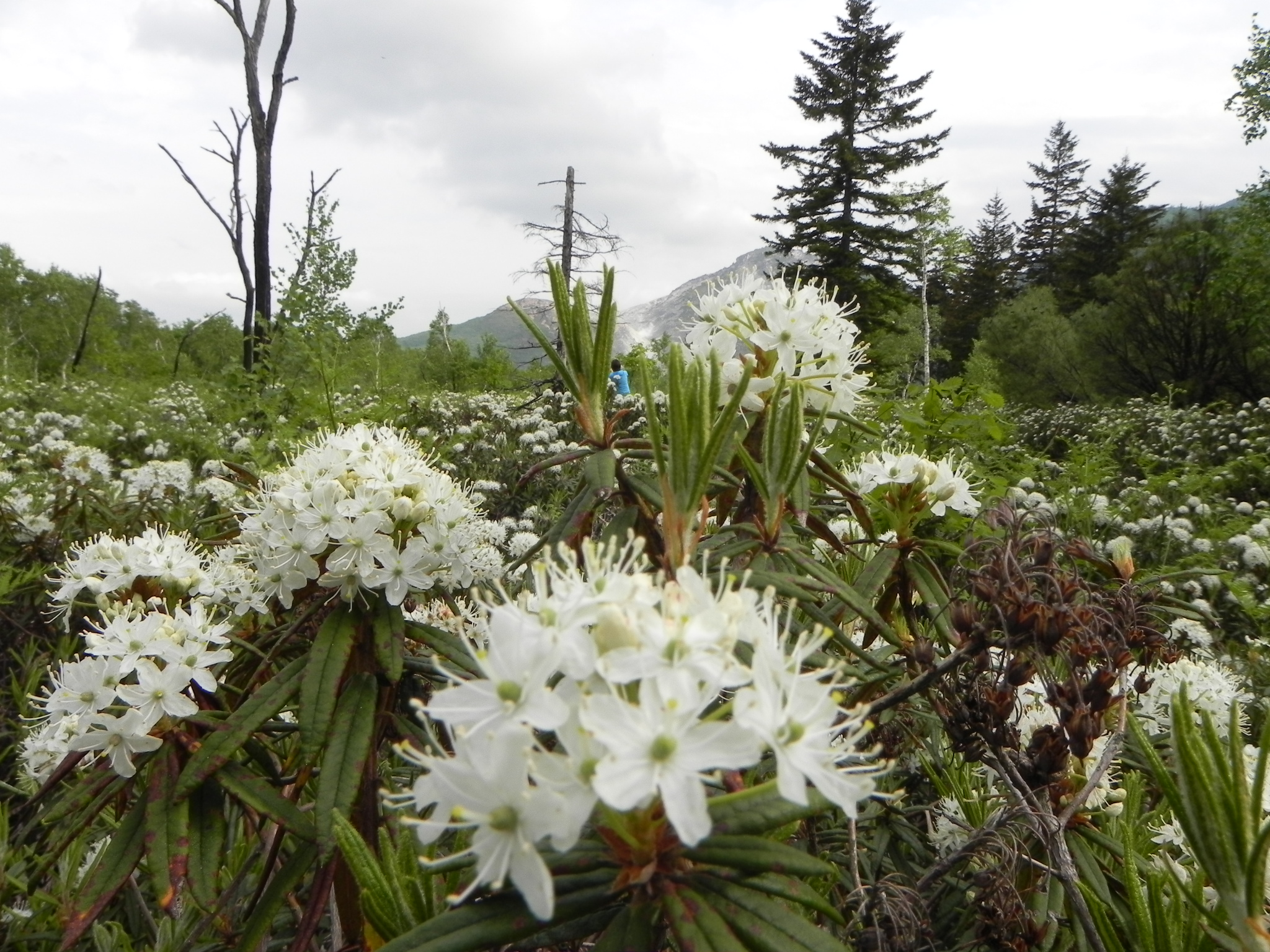
Sumpfporst

## Kultur
Am Ufer des Akan-Sees gibt es eine Siedlung der Ainu, der Ureinwohner Japans. Östlich des Akanko Onsen gelegen, umfasst sie ca. 30 Haushalte und ist damit die größte Siedlung der Ainu in Hokkaidō.

## Tourismus
Innerhalb eines Jahres haben zuletzt (Stand 2013) 3,53 Millionen Personen den Nationalpark besucht.